# 偉大なるアンバーソン家の人々 (映画)
『偉大なるアンバーソン家の人々』（いだいなるアンバーソンけのひとびと、The Magnificent Ambersons）は、1942年のアメリカ合衆国のドラマ映画。
1918年に発表されたブース・ターキントンの同名小説の映画化作品であり、オーソン・ウェルズが前年の『市民ケーン』に次いで製作・脚色・監督を務め、ジョゼフ・コットン、ドロレス・コステロ、アン・バクスター、ティム・ホルトらが出演した。
日本では1988年に水野晴郎主宰のインターナショナル・プロモーションの配給によって劇場公開が実現した。1991年、アメリカ国立フィルム登録簿に登録され、2002年にはマデリーン・ストウ、ジョナサン・リース＝マイヤーズらの出演によりテレビ作品として放映されている（The Magnificent Ambersons）。

## ストーリー
19世紀の古き良き時代を受け継ぐアメリカ中西部の小さな町の富豪・アンバーソン家が、20世紀の到来と共に没落していく悲劇。

## 登場人物
- ユージン - ジョゼフ・コットン：自動車産業への投資家。
- イザベル - ドロレス・コステロ：アンバーソン大佐の娘で、ウィルバーの妻。
- ルーシー - アン・バクスター：ユージンの娘。
- ジョージ - ティム・ホルト：イザベルの息子。
- ファニー - アグネス・ムーアヘッド：ジョージの叔母。
- ジャック - レイ・コリンズ：イザベルの兄。
- ロジャー - アースキン・サンフォード
- アンバーソン - リチャード・ベネット：元大佐。アンバーソン家の当主。
- ウィルバー・ミナファー - ドン・ディラウェイ：イザベルの夫。
- ナレーション - オーソン・ウェルズ

### キャスト
| 役名         | 俳優                     | 日本語吹替 | 日本語吹替 |
| 役名         | 俳優                     | テレビ版1  | テレビ版2  |
| ------------ | ------------------------ | ---------- | ---------- |
| ユージン     | ジョゼフ・コットン       | 南原宏治   |            |
| イザベル     | ドロレス・コステロ       | 堀越節子   |            |
| ルーシー     | アン・バクスター         | 赤沢亜沙子 | 高山真樹   |
| ジョージ     | ティム・ホルト           | 名古屋章   |            |
| ファニー     | アグネス・ムーアヘッド   | 荒木道子   |            |
| ジャック     | レイ・コリンズ           | 高城淳一   |            |
| ロジャー     | アースキン・サンフォード | 平野元     |            |
| アンバーソン | リチャード・ベネット     | 松本克平   |            |
| ナレーション | オーソン・ウェルズ       | 小沢栄太郎 |            |

- テレビ版1：初回放送1963年11月23日 NHK『劇映画』14:05-15:35[2]

## スタッフ
- 監督/製作/脚色/ナレーション：オーソン・ウェルズ
- 製作総指揮：ジョージ・シェーファー
- 音楽：バーナード・ハーマン
- 撮影：スタンリー・コルテス（英語版）
- 編集：ロバート・ワイズ
- 衣裳：エドワード・スティーヴンソン

## 製作
オリジナル版は131分だったが、製作会社のRKOが尺を短くしただけでなく、ロバート・ワイズに命じて再編集もし、ラストは助監督が新たに撮り直している。このため、悲劇的な結末だったウェルズの構想とは逆に、原作通りのハッピーエンドとなった。ウェルズは最終的な編集の権利をRKOに任せていたものの、ブラジルへ『It's All True』の撮影のため出張中に、彼の意向を無視して大幅に改変されたことに激怒した。音楽を大幅に削除されて激怒したハーマンの要求により、クレジットからハーマンの名前は外された（スコアは全て現存しており、1990年に録音・発売されている）。
ウェルズの構想のメモは現存するが、カットされた映像は後に廃棄されてしまったため、復元は不可能となってしまった。ウェルズは、晩年に生き残っていたキャストと共にラストシーンを撮り直そうとしたが失敗に終わった:114。
制作時の予算は、編集に手間取った事もあり予定をオーバーし、大幅なカットもあって何とか評価は得られたものの赤字に終わった。

## 作品の評価
オーソン・ウェルズの監督第2作となる本作は、監督デビュー作の『市民ケーン』の饒舌なタッチと相反する長回しを中心とした表現を使っており、フランソワ・トリュフォーは「まるで『市民ケーン』を毛嫌いした別の映画作家が謙虚さの規範を示してみせたような作品」と評している。
ウェルズは、ラジオのパーソナリティーとしての経験を生かして、冒頭とラストシーンの直前、そしてエンディングの後のナレーションを担当した。エンディングでは、キャストロールではなく、キャストを自ら読み上げて紹介するという当時としては斬新な方法を用いた（文字が出るのは冒頭のタイトルロールと、RKOのロゴ及び"A Mercury Production by Orson Welles"の表記のみ）。しかし、ウェルズはこのナレーションのせいで世間からは「傲慢に思われ」、「数多くの地獄を見ることになった」と語っている:244–245。

## その後
上記のように、2002年にテレビ映画としてリメイクされた（"The Magnificent Ambersons"）。これは、発見された本作の台本とウェルズの構想ノートを元にしたものであるが、厳密には同じでなく、エンディングも原作同様にハッピーエンドとなっている。
RKOによる本作の再編集の際に、ラフプリントがブラジルにいたウェルズの元へ送られていたことが判明しているが、そのプリントは現在も見つかっていない。ドキュメンタリー作家のJoshua Grossbergは、2020年後半にブラジルでの捜索を計画していると明らかにした。コロナ禍により渡航は延期されたが2021年になってGrossbergらはブラジルへ渡り、2024年現在も捜索を続けると共に、ドキュメントの制作を進めている。なお、ブラジルへ送られたラフプリントは1942年にRKOが廃棄を指示し、所有者がそれに従ったとされているが、実際に廃棄されたかは不明である。
一方、残されていたウェルズのカットの指示、スチル写真、最終的なプリントなどを基にして、アニメーター・編集者のブライアン・ローズ（Brian Rose）は失われたカットを絵コンテ風のアニメーション、吹き替えと再録音されたハーマンの音楽で補った131分復元版を2018年から作成し、改良を続けている。ローズの分析では、オリジナル版は73シーンで構成されていたが、RKOの再編集により21シーンが完全に削除もしくは再撮影され、さらに39シーンは短縮され（薬局のシーンのみ別カットに置き換え）、残りのシーンの大部分も順序が大幅に変更されており、ウェルズが撮ったそのままのシーンは9シーンしか残されていないという。

## 映画賞受賞・ノミネーション
- 受賞
  - ニューヨーク映画批評家協会賞 主演女優賞：アグネス・ムーアヘッド
- ノミネーション
  - アカデミー作品賞
  - アカデミー助演女優賞：アグネス・ムーアヘッド
  - アカデミー撮影賞（白黒）：スタンリー・コルテス
  - アカデミー美術賞（白黒）：アルバート・S・ダゴスティーノ、A・ローランド・フィールズ、ダレル・シルヴェラ